# Хаустов, Дмитрий Александрович
Дми́трий Алекса́ндрович Ха́устов (род. 1 мая 1975, Москва) — российский телеведущий.

## Биография
Родился 1 мая 1975 года в Москве. Окончил музыкальное училище имени Гнесиных по специальности «актёр музыкального театра». Во время обучения на втором курсе играл в театре юного зрителя «Царицыно» (например, спектакль «Золушка» по фильму Евгения Шварца).
С мая 1996 по 2003 год — ведущий программы «Спокойной ночи, малыши!», известен среди детей как «Дядя Дима». В 2004 году — заместитель продюсера детского вещания «Первого канала», а также координатор интернет-сайта «Детское время». В 2004—2005 годах — ведущий программы «Доброе утро» в паре с Натальей Захаренковой.
В 2005—2008 годах был ведущим программы «Доброе утро, Россия!», в 2009 году — детской программы «Академия художеств» на канале «Бибигон».
С 2011 года работал на телеканалах группы «Москва Медиа»: так, с 10 декабря 2012 по 30 сентября 2013 года был одним из ведущих программы «Гость дня» на «Москва Доверие», с 30 сентября 2013 по 10 июля 2015 года — обзорной передачи «Начало дня на Доверии», а с 5 ноября 2014 по 31 августа 2018 года вёл утренний прогноз погоды на «Москве 24».
Участвовал в создании документального проекта «Люди, сделавшие землю круглой», который вышел на «Первом канале» 22 и 23 февраля 2015 года.
Преподавал в Высшей школе телевидения «Останкино».
По состоянию на 2019 год приостановил постоянную работу на телевидении с целью сбросить лишний вес, набранный им за несколько лет, посредством липосакции.

## Фильмография
| Год  |   | Название                          | Роль                                                 |
| ---- | - | --------------------------------- | ---------------------------------------------------- |
| 1992 | ф | Анкор, ещё анкор!                 | полковой запевала (нет в титрах)                     |
| 1992 | ф | Если бы знать…                    | эпизод                                               |
| 1993 | ф | Русская певица                    | солдат                                               |
| 1993 | ф | Мир в другом измерении            | Лавреня (фильм «Стресс»)                             |
| 1994 | с | Горячев и другие                  | Дима (с 22-й серии «Начать сначала»)                 |
| 1996 | с | Клубничка                         | Евгений (серия «Свидание»)                           |
| 2003 | с | Люди и тени-2: Оптический обман   | Кашин                                                |
| 2009 | с | Ералаш (№ 233 «Верная примета»)   | пожарный в пионерском лагере (в титрах — Д. Хаюстов) |
| 2014 | с | Ералаш (№ 287 «Загадай желание!») | папа                                                 |

### Реклама
Снялся в рекламных роликах шоколадного батончика «Mars» и продукции корпорации «Sony».